# 平成24年台風第16号
平成24年台風第16号（へいせい24ねんたいふうだい16ごう）は2012年9月11日に発生した台風。
アジア名のサンバ (Sanba) は、2006年台風1号でリタイアしたチャンチー (Chanchu) に代わりこの台風で初めて用いられた。マカオの名所聖ポール天主堂跡から付けられている。

## 進路、状態の経過

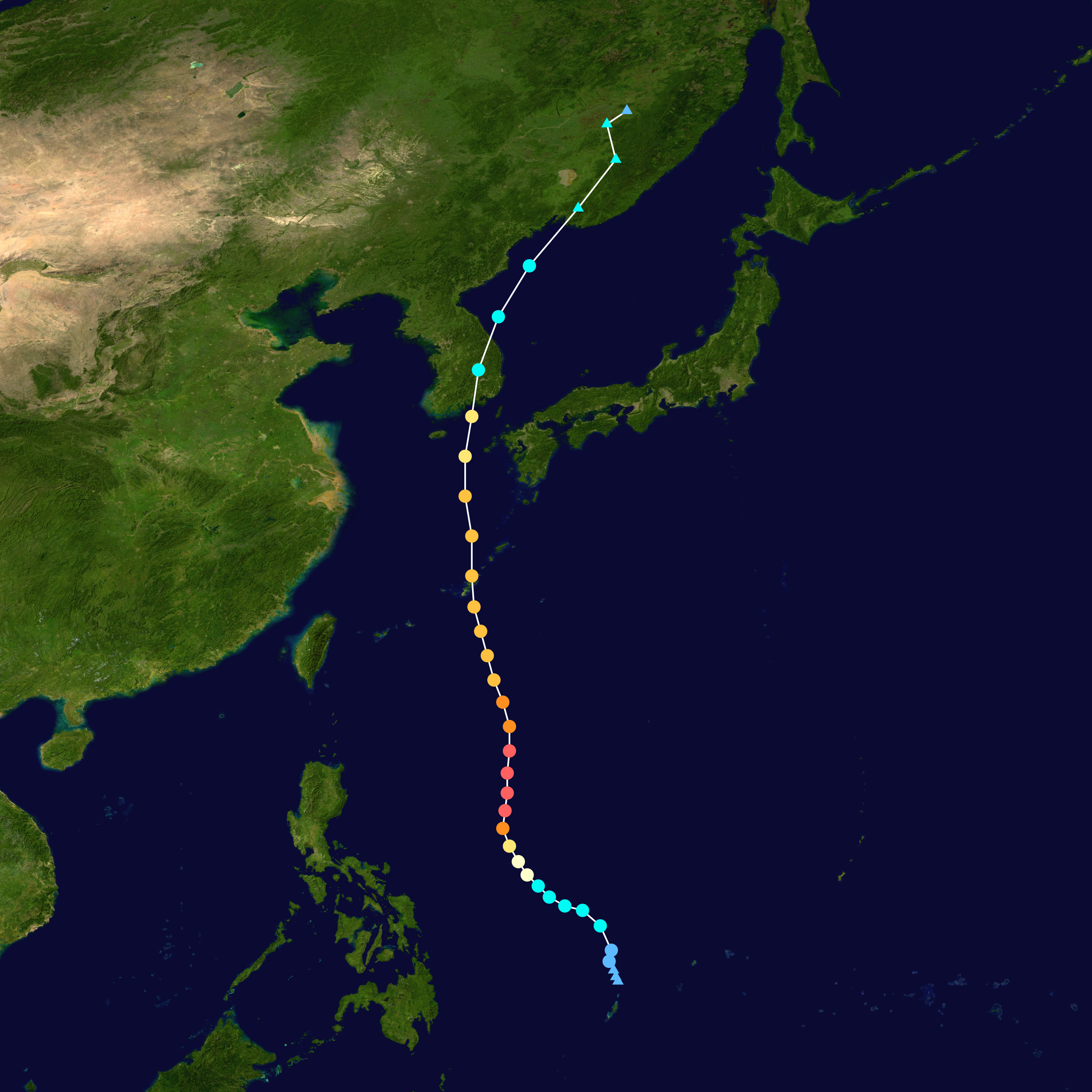
進路図

9月9日にパラオ西方で形成が始まり、9月10日早朝に熱帯低気圧へと成長。同日、合同台風警報センターは熱帯低気圧発生注意情報を発令した。熱帯低気圧は9月11日午前9時にカロリン諸島の北緯9度25分、東経134度00分において台風となって、北西へと進んだのち北に進路を変え、9月14日には中心付近の気圧900ヘクトパスカル、中心付近の最大風速55メートル、最大瞬間風速80メートルの猛烈な台風となってフィリピンの東の海上を進んだ。9月13日には955ヘクトパスカルだった中心気圧が24時間で55ヘクトパスカル下がったことになる。沖縄気象台は最大瞬間風速70メートル、最大風速50メートルが予想されるとして、先の台風15号に続いて「最大級の警戒」を呼びかけた。台風は日本に接近するに伴い若干勢力を弱めたが、大型で非常に強い台風のまま15日夜には沖縄本島の一部が暴風域に入り、16日朝7時半に中心部が沖縄本島を通過。
鹿児島県や熊本県、長崎県などを暴風域に巻き込んで九州の西の海上を北上した。
台風は17日午前11時半頃、大韓民国の慶尚南道南海郡から朝鮮半島に上陸、半島を北上して同日夜に日本海へ抜けた後、18日午前9時に温帯低気圧となった。

## 気象状況

### 大雨
台風により、沖縄地方から近畿地方の太平洋側にかけて大雨となった。
1時間雨量
沖縄県国頭郡国頭村（国頭）： 86.0ミリ（9/16日6時24分まで）
岐阜県揖斐郡揖斐川町（揖斐川）：78.5ミリ（9/18日6時56分まで）
24時間雨量
高知県 吾川郡いの町（本川）：468.5ミリ（9/17日16時10分まで）18" />
高知県 室戸市（佐喜浜）：459.0ミリ（9/15日13時50分まで）

### 暴風
9月15日0時から19日24 時までに観測された日最大風速は、鹿児島県大島郡与論町与論島で42.1メートルとなり観測史上 1 位の値を更新したのを含め、日最大風速は4地点で観測史上1位の値を更新した
最大瞬間風速
沖縄県うるま市宮城島：57.5m/s（9/16日5時11分）
鹿児島県大島郡与論町与論島：57.1m/s（9/16日08時17分）
最大風速
鹿児島県大島郡与論町与論島：42.1m/s（9/16日08時20分）
沖縄県うるま市宮城島：40.5m/s（9/16日5時15分）
与論島での統計開始以来の極地を更新した。

### 潮位
台風の接近・通過が年間で最も潮位が高い秋の大潮の満潮時間帯と重なったため、那覇市や長崎市など九州・沖縄地方を中心に過去に記録した最高潮位を上回る高い潮位を観測した
最高潮位（瞬間値）
佐賀県太良町大浦：360cm（9/17日09時47分）
熊本県宇城市三角：293cm（9/17日09時27分）

## 影響

### フィリピン
南レイテ州で、釣りに出かけていた70歳の男性が死亡した。
マニラ首都圏各地で浸水し、ケソン市とサンフアン市の14村で100家族以上・約400人が避難した

### 日本

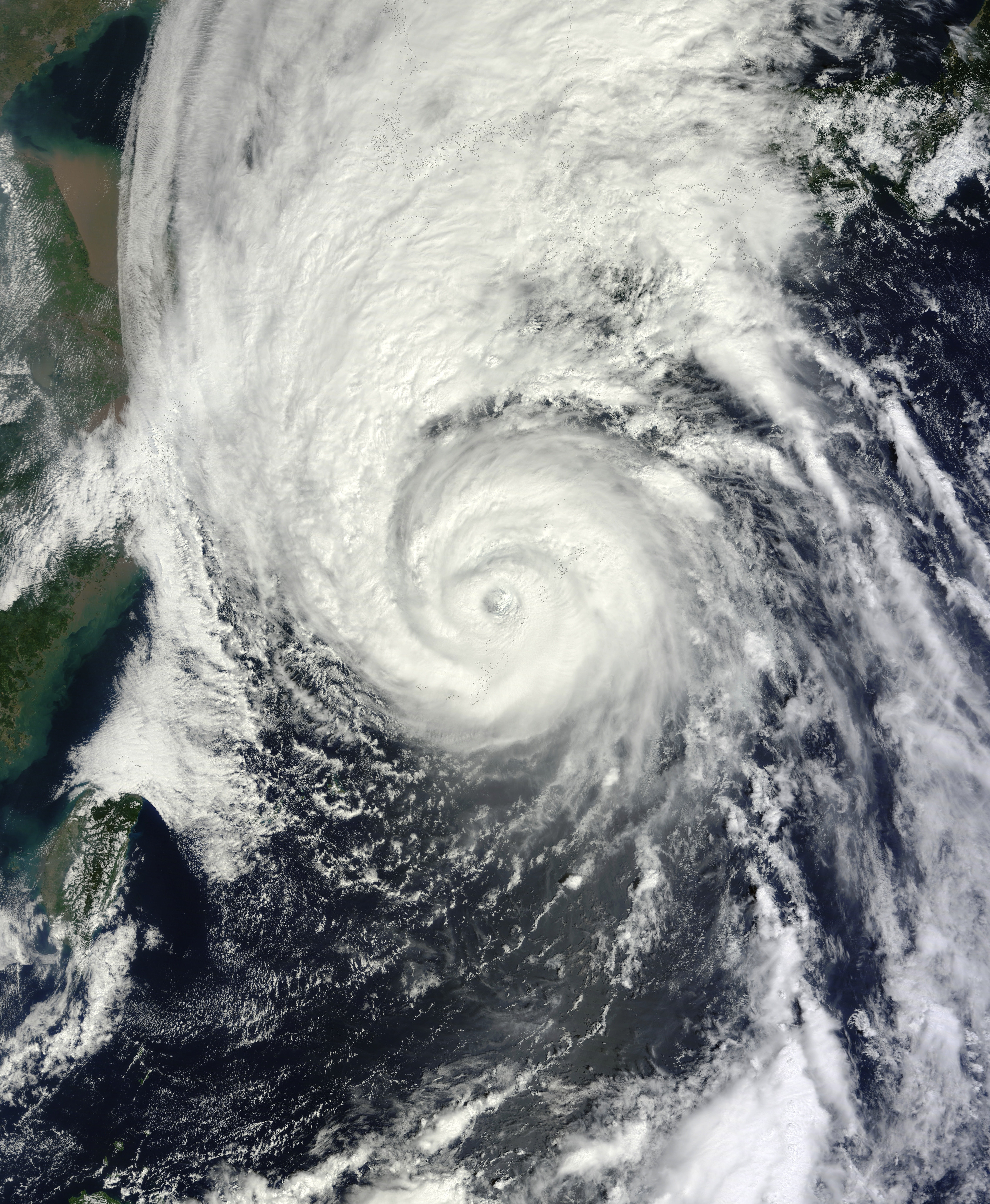
9月16日、沖縄本島付近の台風16号

#### 沖縄・九州
- 奄美・沖縄地方では台風の接近に伴い15日から航空機や船舶の欠航が始まった[13]。
- 安室奈美恵のコンサートをはじめとする多くのイベントが休止・延期に追い込まれた[14]。
- 台風の接近と満潮時刻が重なったことから各地で冠水や浸水が発生し、鹿児島や長崎では市街地が冠水し[15]、鹿児島県では床下浸水54棟、長崎県では床上浸水73棟、床下浸水290棟[16]。また沖縄県では高潮が発生したため[17]、床上浸水145件、床下浸水406件の被害があった[18]。
- 国道58号や国道331号、県道70号などで土砂崩れや道路の崩落が起きて通行止めになった[19]。
- 断水の状況
- 鹿児島県　9月17日以降、天城町、与論町で、3,715世帯で断水が発生。(9月18日 復旧済)
- 沖縄県　9月17日以降、国頭村、大宜味村で、232世帯で断水が発生。(9月18日 復旧済)
- 16日午前9時の時点で沖縄県では約6万2000戸が停電した[20]ほか、鹿児島県でも7万戸が停電した[21]

#### 近畿
- 台風第16号により山陰西部沿岸地域で発生したとみられる潮位上昇が、陸棚波として京都府北部沿岸地域にも伝搬してきたことと、満潮時刻が重なったことから京都府舞鶴市などで床上浸水1棟、床下浸水87棟、京都府が管理する道路６路線で冠水が発生した[22]

#### 中部
台風に向かって吹いた湿った南風の影響で、中部地方でも強風・大雨となり、18日午前8時台には落雷により中部電力の電圧が降下し、工場生産等に影響した。温帯低気圧に変わった後も、低気圧やそれに付随する（付随した）前線に向かっての南風の影響は続き、大雨となった。

#### 北陸・東北
南風によるフェーン現象で、17日は北陸を中心に気温が上がり、新潟県上越市大潟の最高気温が37.6℃、富山市で36.8℃となるなど、大潟を含む23地点で9月の最高気温の記録を更新し、さらに翌18日は東北の日本海沿岸にも広がり、新潟県胎内市中条で37.5℃、秋田市と青森市で36.1℃になり、これら3地点を含む78地点で9月の最高気温を更新するなど高温が続いた。

### 韓国
965ヘクトパスカルの強い勢力で上陸。大韓民国では台風の影響で航空機や船舶が欠航したほか、洪水警報・注意報が発令されて一部の住民が緊急避難した。また、各地で浸水や山崩れなどが発生。さらに50万7000戸が停電した。
50歳の女性が地すべりで死亡し、1人が別の地すべりで負傷した。
洛東江が氾濫し、中流の慶尚北道星州郡星州邑の300世帯が浸水した。

### ロシア
ウラジオストクの10以上の街路で浸水した。